# Double Flower FA
El Double Flower Football Association es un equipo de fútbol de Hong Kong que milita en la Segunda División de Hong Kong, la segunda liga de fútbol más importante del país.

## Historia
Fue fundado en el año 1979 con el nombre Instant-Dict, utilizado en la etapa más exitosa del equipo hasta 1989 al cambiarlo por el de Lai Sun Double Flower, pero un año después lo cambiaron por el de Double Flower Football Association hasta 1992, cuando regresaron el Instant-Dict. En el 2009 el equipo se llamó Advance Double Flower hasta el 2011 al cambiarlo por el que tienen actualmente.
Ascendió por primera vez en el año 1985 y ha sido campeón de Primera División en dos ocasiones y tres subcampeonatos, cuatro copas FA en seis finales, tres copa Viceroy en cinco finales y cinco veces finalista de la Senior Shield.
A nivel internacional ha participado en cuatro torneos continentales, donde su mejor participación ha sido en la Recopa de la AFC del año 1995, en la que avanzó hasta los cuartos de final.

## Palmarés
- First Division: 2

1995-96, 1997-98
- - Subcampeón: 3

1993-94, 1996-97, 2000-01
- Copa Viceroy: 3

1988-89, 1989-90, 1995-96
- - Finalista: 3

1990-91, 1993-94, 1994-95, 1997-98
- FA Cup: 4

1988-89, 1996-97, 1997-98, 2000-01
- - Finalista: 4

1989-90, 1990-91, 1991-92, 1998-99
- HKFA Senior Shield: 0
  - Finalista: 5

1990-91, 1991-92, 1993-94, 1996-97, 2000-01

## Jugadores

### Jugadores destacados
| - Kim Pan-Gon (2001-02) - Leung Shing Kit - Chiu Chung Man - Barnes Colly Ezeh - Xiao Guoji - Poon Man Chun - Chu Siu Ki - Ross Greer (1996-97) - Paul Foster - Kim Pan-Gon (2000-01) - Rochi Melkiano Putiray - Dejan Antonic - Tam Siu Wai - Chan Chi Kwong - Xiao Guoji - Cheung Chi Tak - Tim Bredbury - Dougie Anderson (1989-??) - Eddie Gallagher (1994-??) - Graham Harvey (1992-95) | - Roddy Manley (1993-95) - Ian McParland (1993-1994) - Lee Bullen (1997-98) - Ian Baird (1997-99) - Steve Berry (1991-95) - Peter Costello (1996) - Sean Edwards (footballer) - Mike Leonard (1994-98) - Russell Milton - Tim O'Shea (1995-99) - Trevor Quow (1992-93) - Adrian Thorpe (1992-??) - Neil Webb - Steven Golding (1985-1996) - James McDowall (1985-1996) |